# Deportace na Zimní velodrom v Paříži

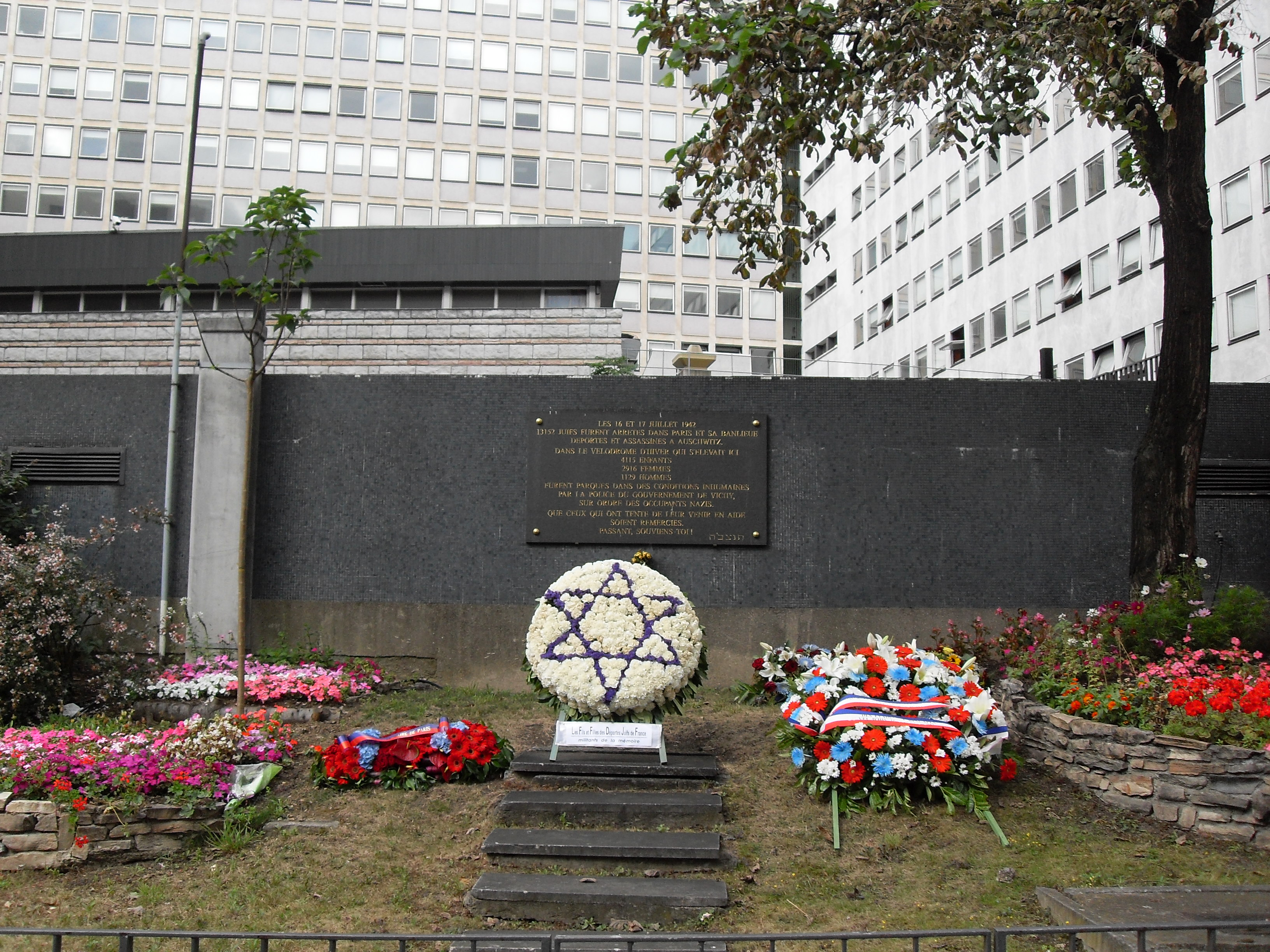
Pietní místo v místě bývalého velodromu

Deportace na Zimní velodrom v Paříži (ve francouzských dějinách označovaná jako Rafle du Vélodrome d'Hiver neboli Razie Zimního velodromu) probíhala ve dnech 16.–17. července 1942 v Paříži. Jednalo se o nejrozsáhlejší hromadné zatýkání židovského obyvatelstva ve Francii během druhé světové války. Během dvou dnů bylo zatčeno 13 152 osob z Paříže a předměstí. Sběrným střediskem se stal Zimní velodrom, odkud byly osoby dále deportovány do vyhlazovacích táborů. Na zátahu se podílelo i 9 000 pařížských policistů a četníků.

## Organizace a průběh zátahu
Evidence francouzských židů probíhala již od roku 1940 na základě údajů z předchozích sčítání lidu od roku 1866.

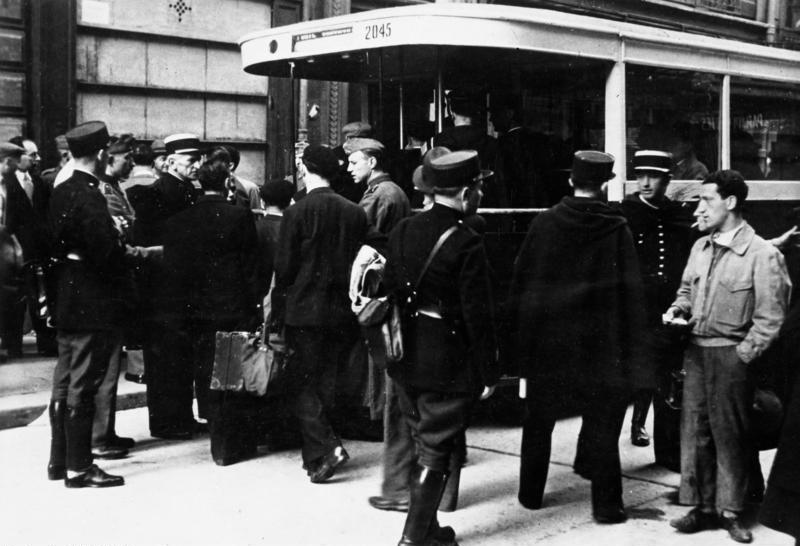
Zatýkání židů francouzskými policisty 20. srpna 1942

Generální tajemník státní policie René Bousquet a generální komisař pro židovské otázky Louis de Darquier Pellepoix se poprvé setkali 4. července 1942 v sídle gestapa v Paříži s plukovníkem SS a kapitánem Helmutem Knochenem a Theodorem Danneckerem, generálním ředitelem Německé policie ve Francii. Druhé jednání proběhlo 7. července za přítomnosti dalších představitelů policie. Zde se projednaly základní organizační otázky. Kapitán SS Dannecker oznámil, že zátah se bude týkat rovněž všech německých, rakouských, polských, českých, ruských i dalších skupin židů všech věkových skupin. Výjimka byla stanovena pro ženy v pokročilém stupni těhotenství nebo kojící. 22 000 zahraničních židů bude deportováno do sběrných středisek kolem Paříže v Drancy, Compiègne, Pithiviers a Beaune-la-Rolande. K tomu dostane pařížská policejní prefektura vyhotovené seznamy osob určených k zatčení. Děti pod 15-16 let budou svěřeny Všeobecnému svazu židů ve Francii a budou rovněž umístěny v internačních střediscích.
Theodor Dannecker se setkal 10. července 1942 s Adolfem Eichmannem a ve stejný den rovněž jednal v sídle generálního komisariátu pro židovské otázky s Heinzem Röthkem, Ernstem Heinrichsohnem a dalšími představiteli policejní prefektury, jakož i se zástupci SNCF a veřejné sociální péče.
Dne 12. července vydal ředitel městské policie v Paříži Émile Hennequin rozkaz, aby strážníci a inspektoři po ověření identity židů provedli okamžité zatčení, nediskutovali s nimi, neprojednávali jejich zdravotní stav apod. Všichni židé měli být převezeni do sběrných center. Úkony měly být prováděny s maximální rychlostí, bez zbytečných slov a komentářů.
13. července 1942 vydala policejní prefektura oběžník o zatčení a shromáždění všech 27 391 zahraničních židů žijících v okupované Francii.
Nakonec došlo k zátahu o něco později. Německé orgány raději počkaly až po 14. červenci (výročí dobytí Bastilly) i přes to, že se v okupační zóně tento den jako státní svátek neslavil, neboť panovaly obavy z reakce civilního obyvatelstva. Proto hromadné zatýkání proběhlo až během 16. a 17. července. Některým lidem se podařilo uniknout díky varování odboje nebo některých policistů.
Po zatčení byla část židů převezena autobusy do koncentračního tábora v Drancy severně od Paříže. Další část byla shromážděna v 15. obvodu na Zimním velodromu, který sloužil jako dočasné vězení. Asi 7 000 lidí zde bylo uzavřeno pět dní bez jídla jen s jedním přívodem vody. Ti, kteří se snažili uprchnout, byli zabiti na místě. Asi sto zatčených spáchalo sebevraždu. Poté byli vězni převezeni do táborů v Drancy, Beaune-la-Rolande a Pithiviers v departementu Loiret a odtud deportováni do vyhlazovacích táborů na území Třetí říše.
V Paříži bylo zatčeno 13 152 osob, což činilo více než čtvrtinu z celkového počtu 42 000 francouzských židů poslaných v roce 1942 do Osvětimi. Z nich se po skončení dálky vrátilo jen 811. Z Pařížanů přežilo jen 25 dospělých a několik dětí.
Ačkoliv byl dán policii příkaz, že se zátah nevztahuje na děti mladší 16 let (tento věk byl stanoven, aby se vytvořilo zdání, že lidé budou posláni do Německa na práci), zrušil ministr Pierre Laval posléze tento rozkaz z „humanitárních důvodů“, aby nebyly rodiny odděleny. V té době však již jejich rodiče byli deportováni a hlavní důvodem bylo najít řešení problému židovských dětí bez rodičů. Nejmladší dítě poslané do Osvětimi na Lavalův rozkaz mělo 18 měsíců.
V roce 1979 byl Jean Leguay, zástupce generálního tajemníka Národní policie v okupované zóně, obžalován za svou účast při organizování zátahu, ale zemřel v roce 1989 před tím, než byl v roce 1993 odsouzen.

## Pamětní akce
V roce 1993 byl 16. červenec stanoven jako Národní den na památku obětí rasistického a antisemitského pronásledování spáchaných vládou Francouzské státu 1940-1944. V roce 2000 byl změněn na Národní den na památku obětí rasistických a antisemitských trestných činů Francouzského státu a na počest Spravedlivých mezi národy ve Francii.
V roce 1986 bylo náměstí nedaleko bývalého velodromu pojmenováno na Place des Martyrs-Juifs-du-Vélodrome-d'Hiver (Náměstí židovských mučedníků ze Zimního velodromu). 17. července 1994 byl slavnostně otevřen památník zátahu na Promenade du quai de Grenelle - Square des Martyrs Juifs. U památníku se každý rok 16. července koná pietní akt.

## Filmové zpracování
V roce 1976 byl s tématem zátahu natočen film Pan Klein s Alainem Delonem v hlavní roli. Další film o tomto tématu La Rafle byl natočen v roce 2010 a v Česku se distribuoval pod názvem Odsun. Jean Reno obsadil hlavní roli po boku Mélanie Laurentové. V tomto roce byl o této historické události natočen další francouzský film s názvem Klíč k minulosti (v orig. Elle s'appelait Sarah) s Kristin Scott-Thomas v hlavní roli.

## Zajímavosti
Cyklistická aréna na které byli zadržovaní židé se nacházela na rohu ulic Boulevard de Grenelle a Rue Nélaton a v roce 1959 byla zbořena. Na jejím místě vznikla obytná zástavba a pomník, který vytvořil polský sochař Walter Spitzer, který přežil Osvětim. Mezi deportovanými nebyli jen obyvatele Francie, ale také uprchlíci z Polska, Německa a také Československa. Francii po válce dlouho trvalo, než roli státu v deportacích francouzských Židů přiznala. Teprve v roce 1995, krátce po svém prvním zvolení, pronesl prezident Jacques Chirac historická slova, na něž po desetiletí židovská komunita čekala. "Zločinnému běsnění okupanta sekundovali Francouzi, francouzský stát," řekl Chirac. "Francie tehdy učinila nenapravitelnou věc. Zpronevěřila se svému slovu a své chráněnce vydala katům," dodal.